# Stazione di Pescara San Marco
Stazione di Pescara San Marco vasútállomás Olaszországban, Pescara településen.

## Vasútvonalak
Az állomást az alábbi vasútvonalak érintik:
- Róma–Sulmona–Pescara-vasútvonal

## Kapcsolódó állomások
A vasútállomáshoz az alábbi állomások vannak a legközelebb:
- Stazione di Pescara Porta Nuova
- Chieti Madonna delle Piane railway halt
- Stazione di Chieti